# La Bazeuge
La Bazeuge este o comună în departamentul Haute-Vienne din centrul Franței. În 2009 avea o populație de 164 de locuitori.

## Evoluția populației
| An        | 1975 | 1982 | 1990 | 1999 | 2006 | 2009 |
| --------- | ---- | ---- | ---- | ---- | ---- | ---- |
| Populație | 260  | 215  | 191  | 163  | 168  | 164  |